# Bo Widerberg
Bo Gunnar Widerberg (født 8. juni 1930 i Malmø, død 1. maj 1997 i Båstad) var en svensk filminstruktør og manuskriptforfatter og skuespiller. I sin barndom gik Widerberg meget op i rollespil og politik og ud fra disse interesser har han lavet filmen "Oprør i Ådalen".[kilde mangler]

## Familie
Bo Gunnar Widerberg er far til Nina Widerberg, Martin Widerberg, Johan Widerberg og Matilda Widerberg.
Af andre prominente familienavne kan nævnes Astrid Lindgren, som var Bo Widerbergs kusine.[kilde mangler]

## Filmpriser
I 1970 vandt Widerberg en en Bodilpris for bedste europæiske film for filmen Oprøret i Ådalen.
I 1970 vandt Widerberg Ekstra bladets fineste pris (nobelextra prisen) for filmen "Oprør i Ådalen".[kilde mangler]
I 1971 vandt han med filmen Joe Hill en "Special Grand Jury Prize" på Filmfestivalen i Cannes.
I 1996 vandt han en Sølvbjørn på Filmfestivalen i Berlin for filmen Lærerinden som også gav ham en oscarnominering i kategorien Best Foreign Language Film.

## Filmografi
- 1995 Lærerinden (originaltitel: Lust och fägring stor)
- 1984 Manden fra Mallorca (originaltitel: Mannen från Mallorca)
- 1976 Manden på taget (originaltitel: Mannen på taket)
- 1974 Fimpen
- 1971 Joe Hill
- 1969 Oprøret i Ådalen (originaltitel: Ådalen 31)
- 1967 Elvira Madigan
- 1966 Heja Roland!
- 1963 Ravnekvarteret (originaltitel: Kvarteret Korpen)
- 1963 Barnvagnen

### TV
- 1989 Vildanden
- 1981 Linje Lusta
- 1979 En handelsresandes död

## Bøger
- 1957 Erotikon